# Olena Tscherewatowa
Olena Arkadijiwna Tscherewatowa (ukrainisch Олена Аркадіївна Череватова; * 17. März 1970 in Salsk, Russische SFSR) ist eine ehemalige ukrainische Kanutin.

## Karriere
Olena Tscherewatowa nahm im Vierer-Kajak zweimal an Olympischen Spielen auf der 500-Meter-Strecke teil. Bei ihrem Olympiadebüt 2000 in Sydney kamen die Ukrainerinnen zunächst im Vorlauf nicht über den vierten Platz hinaus, gewannen aber den anschließenden Halbfinallauf. Im Finale belegten sie nach 1:37,544 Minuten den fünften Platz, etwa eine halbe Sekunde hinter den drittplatzierten Rumäninnen. Bei den Olympischen Spielen 2004 in Athen, ihrer zweiten Teilnahme, gehörte sie neben Inna Ossypenko, Hanna Balabanowa und Tetjana Semykina zur Besatzung des Vierer-Kajaks. Im Vorlauf platzierten sich die Ukrainerinnen hinter dem polnischen Vierer-Kajak auf dem zweiten Rang und zogen ins Finale ein. Dieses schlossen sie in 1:36,192 Minuten mit einem Rückstand von 1,8 Sekunden auf die siegreichen Deutschen und 1,6 Sekunden auf die zweitplatzierten Ungarinnen auf dem dritten Rang ab, womit sie die Bronzemedaille gewannen.
Weitere Erfolge im Vierer-Kajak gelangen Tscherewatowa, als sie 2003 in Gainesville über 1000 Meter Vizeweltmeisterin sowie 2004 in Posen über 500 Meter Europameisterin wurde.